# 深谷義治
深谷 義治（ふかたに よしはる、1915年6月20日 - 2015年4月21日）は、日本の陸軍軍人。

## 人物・生涯
1915年6月20日、島根県大田市の農家に長男として生まれる。
1937年、浜田歩兵第21連隊に入隊。訓練後、中国の戦場で戦闘中に負傷。1939年に憲兵志願試験に合格。日本憲兵教習隊の第二中隊に配属され、中国の言語・歴史・地理などを学び、優秀な成績で卒業。1940年末、極秘の特殊任務を受けて中国人を装い、諜報員として活動を始める。敵国紙幣を偽造して貨幣市場を混乱させるなどの任務を成功させ、27歳で瑞宝章を受けた。終戦後も任務続行という命令を受け、中国に13年間潜伏。1958年にスパイ容疑で中国当局に逮捕され、上海市第一看守所(拘置所)と上海市監獄(刑務所)に合わせて20年4ヶ月収監。その間、拷問を含む厳しい追及を受けるも、戦後のスパイ活動については完全黙秘を貫いた。
1978年、日中平和友好条約締結に伴う特赦を受け、家族と共に帰国したが、戦後に何者かが軍人恩給を虚偽申請して横領していたため、本来の支給額を大きく下回り、一家は困窮した。国からは元軍人ではなく亡命者として扱われた。度重なる見直し要求は認められず2015年4月21日に肺炎のため広島市内の病院で死去。
2014年には次男である深谷敏雄が獄中記録などを基にした著書『日本国最後の帰還兵　深谷義治とその家族』 を出版した。

## 関係著作物
- 川村湊、成田龍一「対談 深谷敏雄著『日本国最後の帰還兵 深谷義治とその家族』と戦後七十年 いつまで｢戦後｣は続くのか」『青春と読書』第50巻第8号、2015年8月。全国書誌番号:00013085